# Buissoncourt
Buissoncourt – miejscowość i gmina we Francji, w regionie Grand Est, w departamencie Meurthe i Mozela.
Według danych na rok 1990 gminę zamieszkiwały 202 osoby, a gęstość zaludnienia wynosiła 29 osób/km² (wśród 2335 gmin Lotaryngii Buissoncourt plasuje się na 843. miejscu pod względem liczby ludności, natomiast pod względem powierzchni na miejscu 835.).